# Ernest Martinenche
Ernest Martinenche (Calvisson, 1869 — 1 de dezembro de 1941) foi um escritor francês. 